# Akhbar (journal français, 1839-1934)
Pour les articles homonymes, voir Al-Akhbar et Akhbâr.
Akhbar (« les nouvelles » en arabe) est le titre d'un journal français publié à Alger entre 1839 et 1934.

## Histoire

### Premières décennies (1839-1878)
L'imprimeur Auguste Bourget (1798-1862) est le fondateur, premier propriétaire et directeur de l’Akhbar, premier journal non gouvernemental de l'Algérie française, dont la parution débute le 12 juillet 1839. Tout d'abord modeste feuille d'annonces, l’Akhbar devient un journal important sous la direction de Bourget.
Dans les années qui suivent la mort de ce dernier, la direction du journal est reprise par Ed. Balme puis par François Paysant (1799-1876). Rallié à l'empire dès l'époque de Bourget, l’Akhbar fait quelquefois preuve d'indépendance, notamment sous la plume du rédacteur en chef Arnold Thomson (père de Gaston).
Au début de la Troisième République, l’Akhbar est plutôt conservateur et royaliste, sous l'influence du cardinal Lavigerie, archevêque d'Alger, qui possède des parts du journal.  En 1874, un journaliste républicain tel qu'Auguste Capdeville considère que l’Akhbar a été « de tous temps l'officieux de tous les gouvernements » et qu'il « insère, sans les lire, tous les petits papiers envoyés du palais de Mustapha », c'est-à-dire par le gouverneur général. En 1876-1877, le journal, qui appartient alors à l'ancien zouave pontifical Ponthus de Montlouis, est considéré par Le Figaro comme « le seul journal réellement conservateur de la colonie ».

### L’Akhbarrépublicain (1878-1897)
L’Akhbar devient finalement républicain en 1878. Arthur de Fonvielle dirige le journal jusqu'en juillet 1887. À la fin des années 1880, il a pour copropriétaires le conseiller général radical Charles Delamare, directeur des mines de Sakamody, ainsi que l'imprimeur Fontana et, jusqu'à la fin de l'année 1888, Émile Muston, directeur de la succursale algéroise de l'agence Havas.

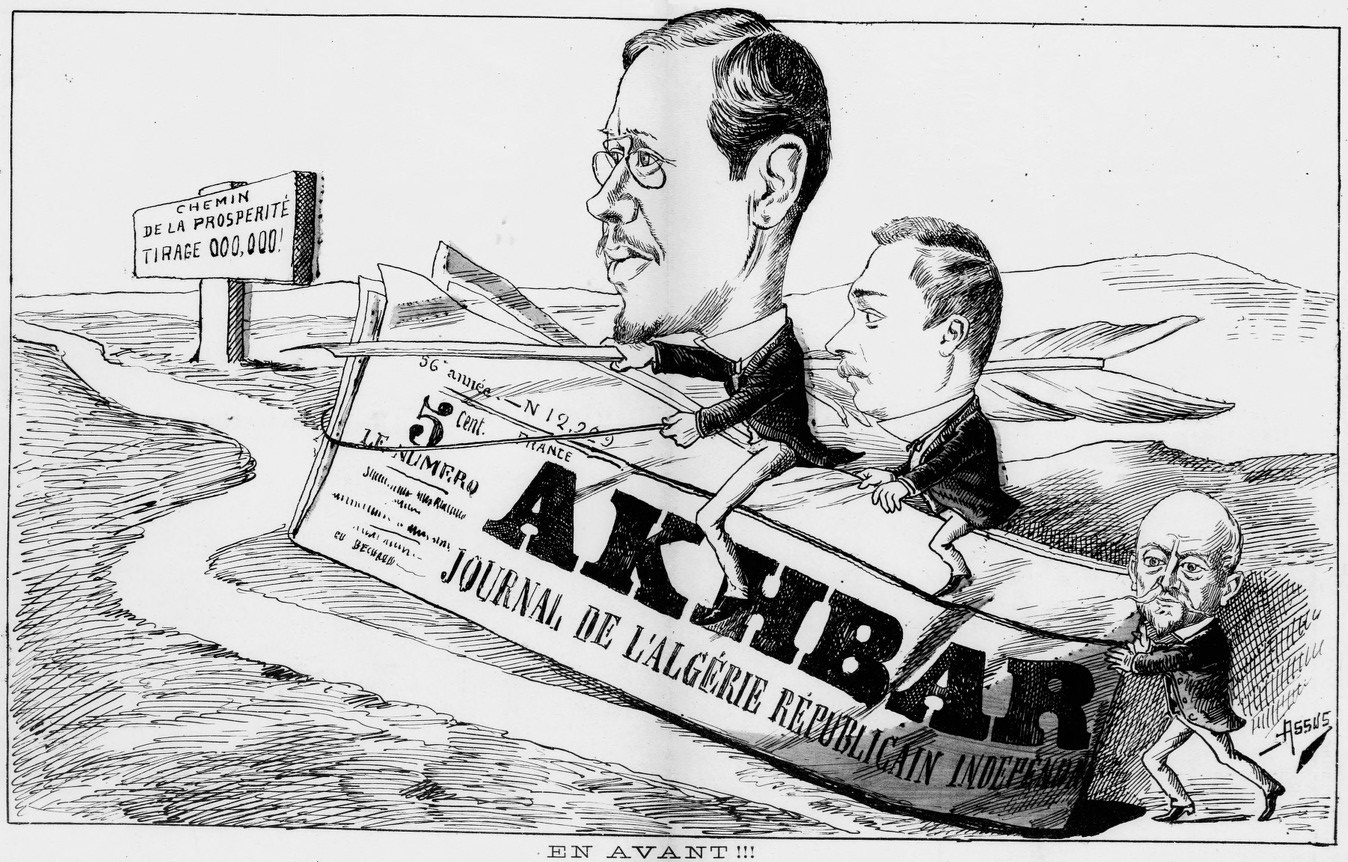
Caricature d'Édouard Déchaud, secrétaire de la rédaction de l’Akhbar, par Assus (Le Tirailleur algérien, 9 décembre 1894).

En 1894, le journal semble se trouver dans une situation critique. Du 10 octobre 1894 au 30 septembre 1897, il appartient au papetier Valéry Blanc, ancien conseiller général radical. L’Akhbar, jusqu'alors « républicain indépendant », devient « républicain radical » le 9 décembre 1894. Il perd une partie de ses rédacteurs, qui fondent L'Algérie. Soutenu par Émile Begey et assisté d'Édouard Déchaud et de Daniel Saurin, Blanc peine à rendre au journal son importance passée. Insuffisamment rentable, celui-ci disparaît une première fois en fusionnant, le 1er octobre 1897, avec un autre journal radical, Le Télégramme algérien.

### L’Akhbarde Victor Barrucand (1902-1934)

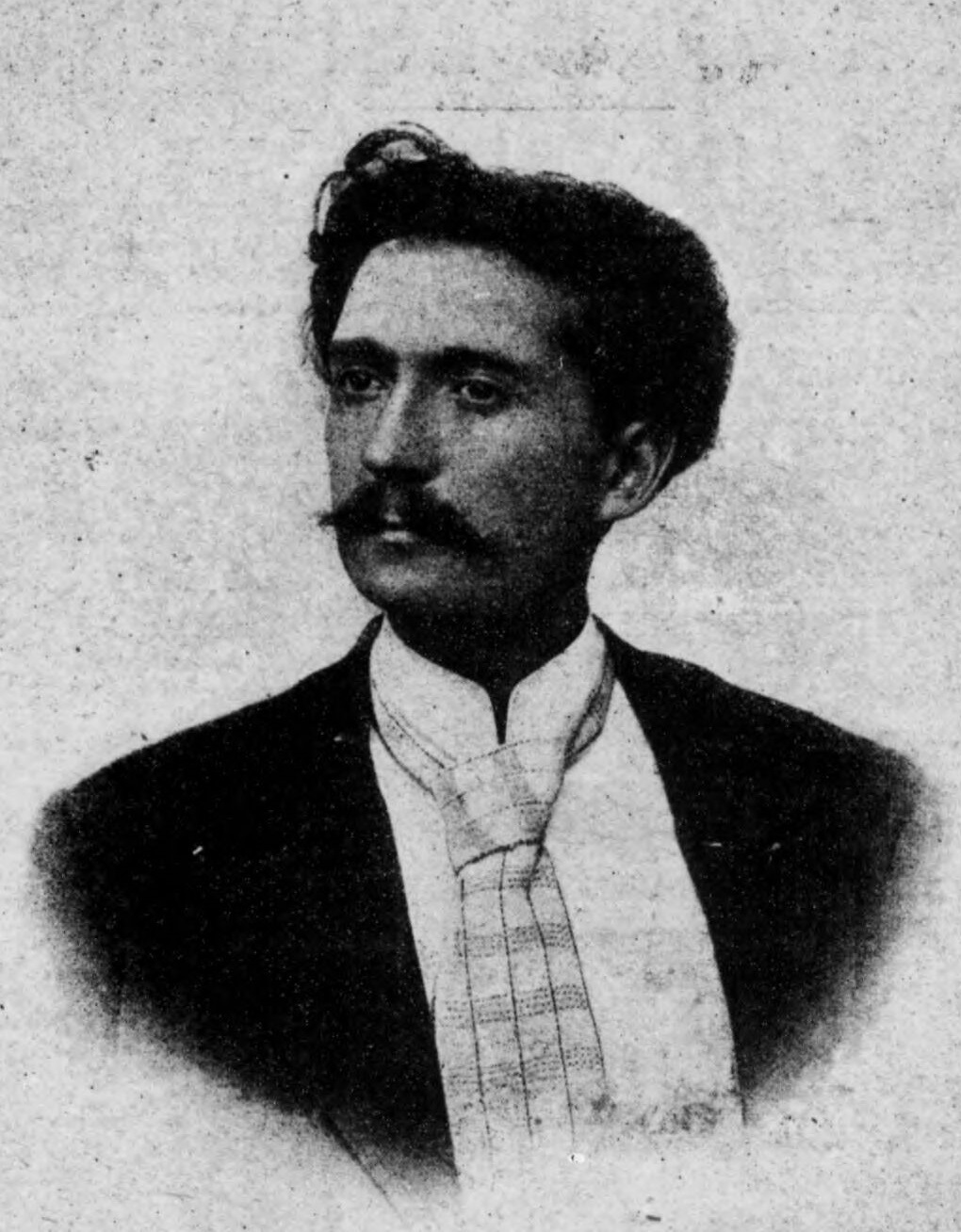
Victor Barrucand, directeur de l’Akhbar.

En réaction au mouvement antijuif algérien, Victor Barrucand a rédigé Les Nouvelles, sous la direction du sénateur Paul Gérente, entre le 1er décembre 1900 et le 15 octobre 1902. Après son départ des Nouvelles, il relance l’Akhbar le 30 novembre 1902. Le journal ainsi ressuscité reprend sa parution hebdomadaire initiale, qu'il conserve jusqu'en juillet 1911.
Sa nouvelle ligne éditoriale est nettement « arabophile », c'est-à-dire favorable à l'extension des droits des indigènes musulmans jusqu'à l'égalité civique entre ces derniers et les colons.

## Rédacteurs et autres collaborateurs notables
- Pierre Anselme[14]
- Félix Antonini[15]
- Victor Barrucand
- Berthoud[16]
- Léon Bohren (d) (vicomte d'Albon)[16]
- Louis-Emmanuel Bompard (d)[16]
- Alexandre Boué (d)[17]
- A. Carrus[16]
- Victor de Cottens[18]
- F. Courteix[9]
- Édouard Déchaud[9]
- Lys du Pac (d)[19]
- Henry Dupuy[20]
- Armand Elbert (d)[21]
- Francis Enne[21]
- Evon[16]
- Ferrand[16]
- Arthur de Fonvielle[16]
- Paul Gavault[16],[22]
- Pierre Gavault (Le Flâneur)[23],[16]
- Gugenheim[16]
- Guichard[16]
- Israel[16]
- Maurice L'Admiral (d)[24],[16]
- Alexandre Lambert[3]
- Alfred Letellier[16]
- Loizillon[3]
- Georges Moussat (d)[25]
- François Paysant (d)
- Louis Paysant (d)
- Perrier[16]
- Philippe[16]
- Piquemal[16]
- Émile Ponthus-Cinier (d) (Ponthus de Montlouis)[3]
- Félix Réjou (d)[16]
- Jules Rouanet[21],[19]
- Daniel Saurin (d)[26]
- André Serpaggi (d)[27]
- Gaston Serres (d)[21],[19]
- Georges Seyman[16]
- Susini[16]
- Arnold Thomson (d)
- Gaston Thomson[28]
- O. Worms[16]